# Jan Raszka (Bildhauer)

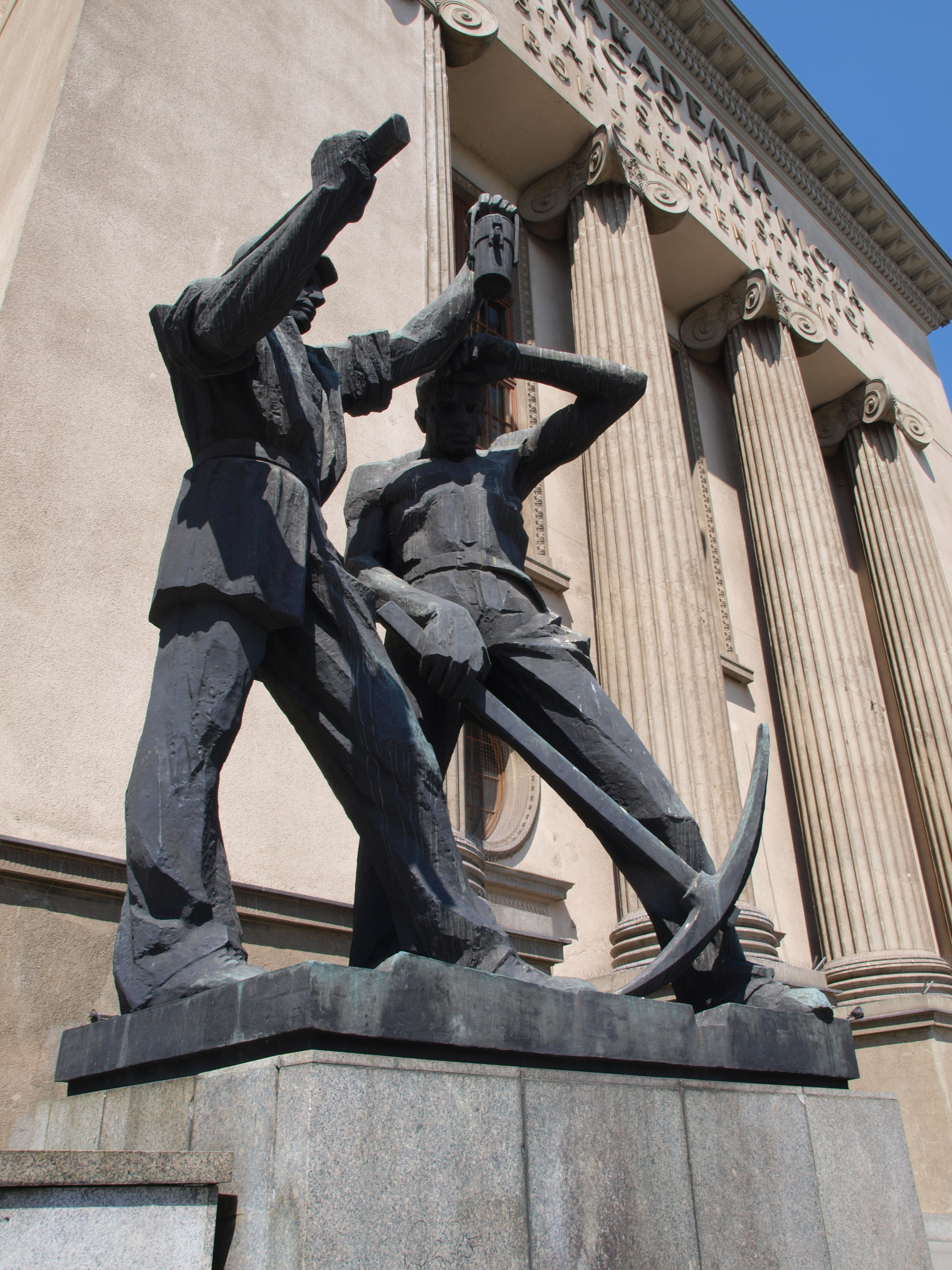
Minenarbeiter, Krakau

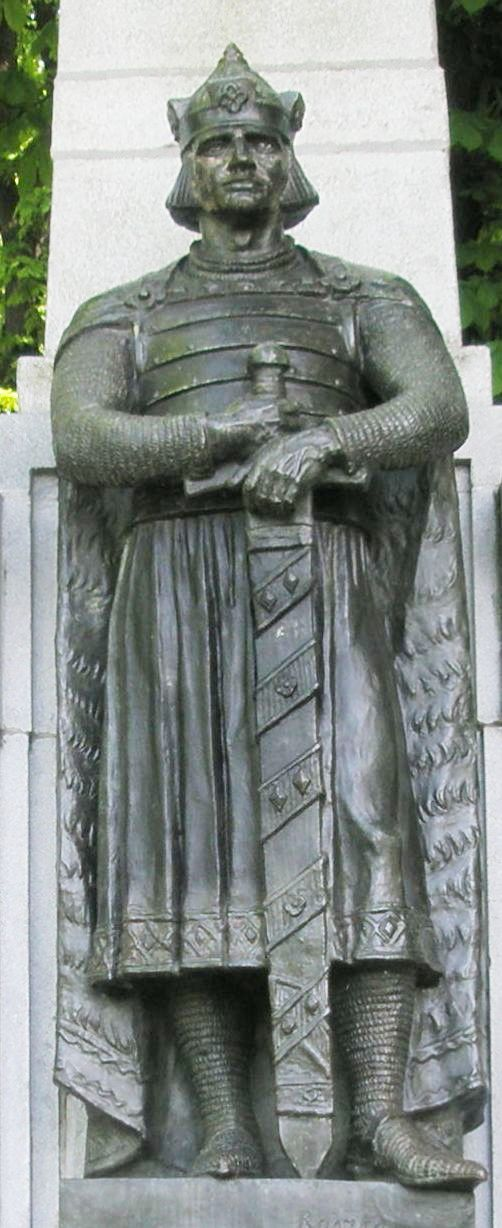
Herzog Mesko I. von Teschen

Jan Raszka (auch Johann Raszka, * 2. Mai 1871 in Roppitsch; † 23. November 1945 in Krakau) war ein polnischer Bildhauer und Maler.

## Leben
Nach dem Gymnasium in Teschen studierte Raszka in den Jahren von 1892 bis 1899 an der Akademie der bildenden Künste in Wien bei Julius Victor Berger, Siegmund L’Allemand, August Eisenmenger, Edmund von Hellmer und Caspar von Zumbusch. Ab 1900 hielt er sich kurzfristig in Paris auf. Zwei Jahre später unterrichtete Raszka an der kunstgewerblichen Abteilung der Staatsgewerbeschule in Krakau, welcher er von 1922 bis 1931 auch als Direktor vorstand.
Raszka präsentierte seine Werke in zahlreichen Ausstellungen der Öffentlichkeit, so etwa im Wiener Künstlerhaus und in Krakauer Ausstellungsräumen.
Zu Beginn des Ersten Weltkrieges meldete er sich zur Polnischen Legion, einer unabhängigen Formation innerhalb der k.u.k.-Armee. 1916 suchte er um Aufnahme im k.u.k. Kriegspressequartier an und schrieb, dass sein Spezialgebiet „Reiterporträts, wie die des Kaisers Franz Joseph I., Erzherzog Eugen, Erzherzog Otto, des Grafen Heinrich Clam-Martinic etc.“ wären. Seit Kriegsbeginn habe er „eine Autographengedenktafel für das Legionärsheim in Wien, eine einseitige Gedenkmedaille für gefallene Legionäre, Medaillen auf Rutowsi und Roktina und gefallene schlesische Legionäre“ gefertigt. Seinem Ansuchen wurde seitens des Armeeoberkommandos stattgegeben, und so wurde Raszka am 11. August 1916 zum Kriegsbildhauer der polnischen Legion ernannt.
Werke von Raszka befinden sich heute in Krakau, Przemyśl, Kattowitz, Skotschau, Zawiercie, Krosno, Teschen und Bogucice. Als Bildhauer schuf er vor allem Denkmäler, insbesondere für gefallene Soldaten des Weltkrieges; als Maler arbeitete er im Bereich der Genremalerei, der dekorativen Malerei und der Kirchenbilder.

## Werke (Auszug)
- Reiterstatuette Kaiser Franz Joseph I., 1901, Bronzehohlguss, 66 × 23,5 × 72 cm, Heeresgeschichtliches Museum, Wien
- Statue Herzog Mesko I. von Teschen, Teschen
- Gruppen Minenarbeiter und Stahlarbeiter; vor der Akademie für Bergbau und Hüttenwesen Krakau